# Leptanillinae
Leptanillinae zijn een onderfamilie van de mieren (Formicidae). Bij alle soorten voedt de koningin zich met door de larven uitgescheidde hemolymfes.

## Systematiek
- Anomalomyrmini Bolton, 1990
  - Anomalomyrma Taylor, 1990
  - Furcotanilla Xu, 2012
  - Protanilla Taylor, 1990
- Leptanillini Emery, 1910
  - Leptanilla Emery, 1870
  - Phaulomyrma G.C. Wheeler & E.W. Wheeler, 1930
  - Yavnella Kugler, 1987